# Alex Flinn
Alexandra Flinn, detta Alex (Glen Cove, 23 ottobre 1966), è una scrittrice statunitense, conosciuta in Italia per il suo romanzo Beastly, da cui è stato tratto un film omonimo che è stato proiettato negli Stati Uniti a marzo 2011.

## Biografia
Nata a Glen Cove, nello Stato di New York, è cresciuta tra le città di Syosset e Miami, Florida, dove attualmente vive con il marito e le due figlie. Già a cinque anni ha l'obiettivo di diventare una scrittrice e si sforza di scrivere articoli per riviste come "Highlights", ma non vengono mai pubblicati. A dodici anni si trasferisce in un sobborgo di Miami, Palmetto Bay, dove ha difficoltà ad integrarsi con i nuovi compagni di scuola. Questo argomento le dà lo spunto per molti suoi libri, in particolare per "Breaking Point". Si diploma alla "Miami-Palmetto High School" e prende parte ad un progetto artistico chiamato "PAVAC" (Performing And Visual Arts Center), altra fonte di ispirazione per i suoi scritti, in particolare per "Diva". Successivamente si laurea presso l'Universitä di Miami in Canto lirico, per poi frequentare una scuola di legge, campo in cui lavora per dieci anni, prima di dedicarsi esclusivamente alla scrittura.

## Opere
- Breathing Underwater , 2001
- Breaking Point, 2002
- Nothing to Lose, 2004
- Fade to Black, 2005
- Diva, 2006
- Beastly, 2007
- A Kiss in Time, 2009
- Cloaked, 2011

### Opere pubblicate in Italia
- Beastly, 2010, Giunti, ISBN 9788809742710

## Premi e riconoscimenti
Ha ricevuto riconoscimenti sia dalla "American Library Association" (ALA) che dalla "Young Adult Library Services Association" (YALSA). Nel 2005 il suo libro " Nothing to Lose" viene inserito nei "Quick Picks for Reluctant Young Adult Readers", un elenco di testi che vengono letti da persone non abitualmente dedite alla lettura, stilato sempre dalla ALA. Nel 2004 "Breathing Underwater" vince il premio " Maryland Black-Eyed Susan Award", mentre Beastly viene nominato nel 2009 per il "Lone Star State (Texas) Award" e successivamente vince il "Detroit Public Library Author Day Award".